# Poporul pentru Libertate
Poporul Pentru Libertate (Il Popolo della Libertà, PdL) este un partid politic în Italia. Este membru al Partidului Popular European (PPE). 
A fost fondat în 2008, prin fuziunea partidului Forța Italiană cu Alianța Națională și cu alte partide mai mici. Președintele său este fostul prim-ministru, Silvio Berlusconi.